# Schlacht von Boffalora
Montebello – Varese – San Fermo – Palestro – Turbigo – Boffalora – Magenta – Melegnano – Treponti – Medole – Solferino – San Martino
Die Schlacht von Boffalora war ein Gefecht zwischen Österreichern und Truppen aus Sardinien-Piemont während des Zweiten italienischen Unabhängigkeitskriegs und fand am 3. Juni 1859 statt.

## Vorgeschichte
Napoleon III. und Viktor Emanuel II. hatten ein Bündnis gegen das Kaiserreich Österreich geschlossen um die Lombardei zu besetzen. Bei diesem Feldzug wurde auch versucht freiwillige italienische Soldaten in der Lombardei zum Kampf gegen die Besatzer zu motivieren.
Am 29. Mai 1859 ging die französisch – sardische Armee zum Angriff über. Nach der Schlacht von Palestro und Vinzaglio war der Vormarsch für die Verbündeten nach Mailand frei. Der französischen Armee wurde es in Folge möglich, sich am 3. Juni mit den Piemontesen bei Novara zu konzentrieren. Als der österreichische Oberbefehlshaber Ferencz Gyulay davon erfuhr, zog er sich auf das linke Ufer des Ticino zurück und nahm zwischen Magenta und Abbiategrasso eine Verteidigungsstellung ein.
Am 3. Juni zeitgleich mit dem wenige Kilometer flussaufwärts erfolgten Übergang des Korps unter Mac-Mahon, der zur Schlacht von Turbigo führte kam es auch bei Boffalora sopra Ticino zu einem größeren Gefecht, gemeinsam griffen die Verbündeten das Dorf an, um den Flussübergang zu erzwingen.

## Die Schlacht
Am 3. Juni 1859 ließ Napoléon III. eine Division unter General La Motte-Rouge über den Ticino gehen und drängte die Österreicher unter Eduard Clam-Gallas zurück. Beim Dorf Boffalora sopra Ticino kam es zum Kampf, das Dorf lag an einer Brücke über den Fluss Ticino und war auch deshalb für das alliierte Heer wichtig, um weiter nach Norden zu gelangen. Als auch italienische Kavallerie in die Kämpfe eingriff, verließ die haltende österreichische Brigade unter Generalmajor Baltin die Stellungen und räumte die Vorposten. Der Fluss hinderte sie allerdings an einem geregelten Rückzug, wobei viele versuchten das andere Ufer schwimmend zu erreichen.

## Folgen
Mit der Eroberung der Brücke konnten die Franzosen weiter auf das östliche Flussufer vordringen. Die nächsten Kämpfe folgen am folgenden Tag, dem 4. Juni als Napoleons Truppen in der Schlacht bei Magenta den Brückenkopf über den folgenden Kanal, den Naviglio zu erweitern suchte.